# 金炯南
金 炯南（キム・ヒョンナム、朝鮮語: 김형남、1973年6月28日 - ）は 韓国プロ野球に所属していた大韓民国出身の元プロ野球選手（捕手）。

## 経歴

### 現代時代
1996年に現代と契約した。
同年のシーズン中は僅か5試合の出場で無安打など全く結果を出せなかったが、ヘテ・タイガースとの韓国シリーズ4回戦に先発出場し、ノーヒットノーランを演じた。
シーズンの間はクローザーとして活躍した鄭明源が先発したことによる措置で、彼は時速147kmの剛速球とチェンジアップ、フォークボールを投げて李大振と投手戦を行った。このとき、負傷で抜けた主戦捕手の張光鎬に代わったバックアップ捕手の彼が出場した。
彼のリードを読めなかったヘテの打者は対応できなかった。鄭明源は1回表に李鍾範と董奉瞮を連続して四球で出塁させて揺れ、さらに洪炫佑の犠牲バントで1アウト2・3塁の危機を迎えたが、冷静にリードして李昊星を三振、朴載容をファウルフライで抑えて大記録へ向かう道を整えた。相手投手だった李大振も7回まで3安打無失点と好投していたが、現代は8回裏無死満塁のチャンスで朴鎮萬と金仁鎬のタイムリーヒットで先制。さらに2死満塁で李崇勇の2打点タイムリーヒットでリードを広げ、直後のイニングを三者凡退に抑えて4-0で勝利をおさめた。
最終的な結果は、相手の打者29人を相手に四死球を3個与えたが三振9個を奪った。アウトカウント27個のうちゴロが7個、フライが10個であり、鄭明源は韓国シリーズ初勝利・初完封を挙げた。韓国シリーズで完封勝利が記録されたのは6回目だが、ノーヒットノーランが達成されたのは史上初のことである。

### サンバンウル時代
1997年にサンバンウルに移籍した。同年は67試合に出場。
1998年は一軍出場がなく、同年限りで引退した。

## 詳細情報

### 年度別打撃成績
| 年 度    | 球 団    | 試 合 | 打 席 | 打 数 | 得 点 | 安 打 | 二 塁 打 | 三 塁 打 | 本 塁 打 | 塁 打 | 打 点 | 盗 塁 | 盗 塁 死 | 犠 打 | 犠 飛 | 四 球 | 敬 遠 | 死 球 | 三 振 | 併 殺 打 | 打 率 | 出 塁 率 | 長 打 率 | O P S |
| -------- | -------- | ----- | ----- | ----- | ----- | ----- | -------- | -------- | -------- | ----- | ----- | ----- | -------- | ----- | ----- | ----- | ----- | ----- | ----- | -------- | ----- | -------- | -------- | ----- |
| 1996     | 現代     | 5     | 4     | 4     | 0     | 0     | 0        | 0        | 0        | 0     | 0     | 0     | 0        | 0     | 0     | 0     | 0     | 0     | 2     | 0        | .000  | .000     | .000     | .000  |
| 1997     | 現代     | 67    | 108   | 99    | 11    | 18    | 3        | 0        | 1        | 24    | 11    | 0     | 0        | 3     | 3     | 3     | 0     | 0     | 21    | 0        | .182  | .200     | .242     | .442  |
| KBO：2年 | KBO：2年 | 72    | 112   | 103   | 11    | 18    | 3        | 0        | 1        | 24    | 11    | 0     | 0        | 3     | 3     | 3     | 0     | 0     | 23    | 0        | .175  | .193     | .233     | .426  |

### 出身学校
- 1989年 - 1992年、慶南商業高等学校（朝鮮語版）
- 1992年 - 1996年、檀国大学校 (1992学番)

### 背番号
- 54 （1996年 - 1997年）